# Neozavrelia pilosa
Neozavrelia pilosa är en tvåvingeart som beskrevs av Guo och Wang 2005. Neozavrelia pilosa ingår i släktet Neozavrelia och familjen fjädermyggor. Inga underarter finns listade i Catalogue of Life.